# JAZZYな妖精たち
宝塚ミュージカル・ファンタジー『JAZZYな妖精たち』（ジャジーなようせいたち）は、宝塚歌劇団月組で上演されたミュージカル作品である。17場。2005年9月23日から10月31日（新人公演：10月18日）に宝塚大劇場、同年11月18日から12月25日（新人公演：11月29日）に東京宝塚劇場で上演された。伴演作はグランド・レビュー『REVUE OF DREAMS』。

## 概説
1920年代のアメリカ・ニューヨークを舞台に、アイルランドの同じ孤児院で育った5人の幼馴染の再会を描いた。
瀬奈じゅん・彩乃かなみのトップお披露目公演。
瀬奈はダンサーであることから、プロローグではジーン・バトラーの振付によるアイリッシュダンスが披露された。
東京宝塚劇場公演は、脚本と演出が多少変更となりラストシーンが大幅に改変された。

## スタッフ
- 作・演出：谷正純[1]
- 作曲編曲：吉崎憲治
- 編曲：前田繁実・脇田稔・名和克浩
- 振付：尚すみれ・ジーン・バトラー
- 装置：新宮有紀
- 衣装：任田幾英

## 主な配役
※「（）」は新人公演
- パトリック・ゲール[3]（下院議員候補[4])：瀬奈じゅん（真野すがた）
- シャノン・マクニール[3](童話作家[4])：彩乃かなみ（城咲あい）
- ウォルター・クーフリン[3](一匹狼のギャング[要出典])：霧矢大夢（青樹泉）
- ティモシー・キャラハン[3](ゴシップ記者[4])：大空祐飛（彩那音）
- ミック・オブライエン[3](警官[4])：月船さらら（明日海りお）

- マクガバン[3]：立ともみ（星条海斗）
- サラ[3]：夏河ゆら（音姫すなお）
- オーベロン[3]：光樹すばる（龍真咲）
- エシルト[3]：嘉月絵理（榎登也）
- 医者[3]：北嶋麻実（麻月れんか）
- レプラホーン[3]：越乃リュウ（綾月せり）
- 警官[3]：有香潤（華央あみり）
- イーヴィル[3]：瀧川末子（涼城まりな）
- メアリー[3]：花瀬みずか（天野ほたる）
- 支配人[3]：一色瑠加（鼓英夏）
- オサリバン[3]：楠恵華（朝桐紫乃）
- 部下[3]：良基天音（流輝一斗）
- 部下[3]：研ルイス（響れおな）
- ケイト[3]：宝生ルミ（葉月さら）
- ピクシー[3]：北翔海莉（光月るう）
- トロ[3]：椎名葵（美鳳あや）
- マギー[3]：美鳳あや（憧花ゆりの）
- マーガレット[3]：涼城まりな（妃鳳こころ）
- カーラ[3]：音姫すなお（青葉みちる）
- オーエン[3]：青樹泉（白鳥かすが）
- テリー[3]：彩那音（彩央寿音）
- チャールズ[3]：真野すがた（姿樹えり緒）
- ロージー[3]：城咲あい（夢咲ねね）
- 警官[3]：星条海斗（宇月颯）
- ブラーナド：憧花ゆりの（彩橋みゆ）
- バンシー[3]：青葉みちる（麻華りんか）
- リチャード[3]：龍真咲（五十鈴ひかり）
- アニー[3]：萌花ゆりあ（美夢ひまり）
- ジェームス[3]：光月るう（沢希理寿）
- ベンフィオン[3]：羽咲まな（萌花ゆりあ）
- ジーニー[3]：白華れみ（夏月都）
- ケビン[3]：明日海りお（彩星りおん）
- モーリン[3]：夢咲ねね（織佳乃）
- パトリック（子供時代）[3]：夏月都（白華れみ）
- ウォルター（子供時代）[3]：織佳乃（夏鳳しおり）
- ティモシー（子供時代）[3]：妃乃あんじ（咲希あかね）
- ミック（子供時代）[3]：風音まゆき（琴音和葉）
- シャノン（子供時代）[3]：春咲ころん（玲実くれあ）